# Griensteidl (Unternehmen)

Historisches Logo bis 2015

Die Griensteidl GmbH ist ein Busunternehmen aus Gröbenzell und gehört (seit 2002) zu 100 % zur Transdev GmbH.

## Allgemeines
Im Jahre 1949 wurde das Unternehmen von Josef P. Griensteidl zur Beförderung von Ausflugsgästen gegründet. Heute beschäftigt das Unternehmen mehr als 100 Mitarbeiter und erbringt Fahrleistungen im Raum München. In der angeschlossenen Werkstatt werden Wartungs- und Reparaturarbeiten sowie Emissions- und Sicherheitstests (auch für externe Unternehmen) durchgeführt.

## Linien im Auftrag der MVG
Als Subunternehmer der MVG fährt die Griensteidl einzelne Fahrten der Linien X35, X36, X80, 56, 57, 130, 143, 157, 160, 162, 163, 164, 169, 175. Dazu stehen mehrere Solo- und Gelenkbusse sowie Buszüge in MVG-Ausstattung zur Verfügung.

## Linien im Auftrag des MVV
(Quelle: )
- 701 Karlsfeld Bf – Schwarzhölzlstr.
- 711 Karlsfeld Bf – Ganghoferstr. – Karlsfeld Bf
- 712 Karlsfeld Bf – Reschenbachstr. – Karlsfeld Bf
- 736 Olching Bf – Bergkirchen – Dachau Bf
- 830 Lochhausen Bf – Puchheim Bf Nord
- 832 Olching Bf – Puchheim Bf Nord
- 855 Puchheim Bf Nord – Gewerbegebiet Nord – Lußstraße – Puchheim Bf Nord